# Holland Taylor
Holland Taylor (Philadelphia, 1943. január 14. –) Primetime Emmy-díjas amerikai színésznő. Taylor főleg a televíziós munkájáért ismert, leghíresebb szerepe a CBS szituációs komédiája, a Két pasi meg egy kicsi (2003-2015) visszatérő mellékszerepe, Evelyn Harper. 1999-ben Primetime Emmy-díjat nyert az Ügyvédek című sorozatban végzett munkájáért mint Roberta Kittleson bíró.

## Gyermekkora
1943. január 14-én született Philadelphiában egyszerű munkáscsalád gyermekeként. Miután 1960-ban elballagott a gimnáziumból, a Bennington College-ban járt színészképző szakra, melyen 1964-ben végzett. Ezután New York Citybe költözött, hogy hivatásos színésznő legyen.

## Pályafutása
Karrierje a színházban kezdődött. A 60-as, 70-es és 80-as években is megjelent Broadway és off-Broadway színházi darabokban. A legváltozatosabb darabokban formált meg fontos szereplőket.
Később az Edge of the Night című szappanoperában játszott, majd később a Bosom Buddies című sorozatban Tom Hanks szexi főnökét formálta meg.
Ezek után rengeteg televíziós programban tűnt még fel alkalmi vagy visszatérő szerepekre. Kritikai elismerést az Ügyvédek című sorozatban nyújtott alakításáért kapott, melynek köszönhetően 1999-ben megnyerte az Emmy-díjat a legjobb drámai mellékszereplő kategóriájában, majd a következő évben ismét jelölést szerzett Roberta Kittleson szerepéért. Taylor 2003-ig jelent meg a sorozatban, de ekkor kezdődött el állandó, visszatérő szerepe a Két pasi meg egy kicsi című szituációs komédiában, melyben Charlie Sheen és Jon Cryer sznob és rideg anyját, Evelyn Harpert alakította 101 epizódon át 2015-ig. Ez a szerepe négy Emmy-jelölést szerzett neki a legjobb mellékszereplő színésznő vígjátéksorozatban kategóriájában, de egyet sem sikerült ezekből díjra váltania.

## Filmográfia

### Mozi
| Év   | Magyar cím                                | Eredeti cím                                        | Szerep                          | Notes       |
| ---- | ----------------------------------------- | -------------------------------------------------- | ------------------------------- | ----------- |
| 1976 |                                           | The Next Man                                       | TV Interviewer                  |             |
| 1979 |                                           | 3 by Cheever: O Youth and Beauty!                  | Beverly                         |             |
| 1980 | Hírnév                                    | Fame                                               | Claudia Van Doren               | Uncredited  |
| 1983 |                                           | Reuben, Reuben                                     |                                 | Uncredited  |
| 1984 |                                           | Concealed Enemies                                  | Mrs. Marbury                    |             |
| 1984 | A smaragd románca                         | À la poursuite du diamant vert/Romancing the Stone | Gloria Horne                    |             |
| 1985 |                                           | Key Exchange                                       | Mrs. Fanshaw                    |             |
| 1985 | A Nílus gyöngye                           | The Jewel of the Nile                              | Gloria Horne                    |             |
| 1987 |                                           | Tales from the Hollywood Hills: Natica Jackson     | Ernestine King                  |             |
| 1988 | Drágám, terhes vagyok!                    | She's Having a Baby                                | Sarah Briggs                    |             |
| 1990 |                                           | Alice                                              | Helen                           |             |
| 1993 | Hátulgombolós hekus                       | Cop and a Half                                     | Captain Rubio                   |             |
| 1994 |                                           | The Favor                                          | Maggie Sand                     |             |
| 1995 | Majd' megdöglik érte                      | To Die For                                         | Carol Stone                     |             |
| 1995 | A szerelem színei                         | How to Make an American Quilt                      | Mrs. Rubens                     |             |
| 1995 |                                           | Last Summer in the Hamptons                        | Davis Mora Axelrod              |             |
| 1995 |                                           | Steal Big Steal Little                             | Mona Rowland-Downey             |             |
| 1996 | Szép kis nap!                             | One Fine Day                                       | Rita                            |             |
| 1997 | Az őserdő hőse                            | George of the Jungle                               | Beatrice Stanhope               |             |
| 1997 | Hollywoodi forgatókönyv                   | Just Write                                         | Emma Jeffreys                   |             |
| 1997 |                                           | Betty                                              | Crystal Ball                    |             |
| 1998 |                                           | The Unknown Cyclist                                | Celia                           | Uncredited  |
| 1998 | Truman Show                               | The Truman Show                                    | Alanis Montclair/Angela Burbank |             |
| 1998 |                                           | Next Stop Wonderland                               | Piper Castleton                 |             |
| 1999 | Szexi szörnyeteg                          | The Sex Monster                                    | Muriel                          |             |
| 2000 |                                           | Happy Accidents                                    | Maggie Ann "Meg" Ford           |             |
| 2000 |                                           | Mail to the Chief                                  | Katherine Horner                |             |
| 2000 | Ég velünk!                                | Keeping the Faith                                  | Bonnie Rose                     |             |
| 2001 | Félrelépősdi                              | Town & Country                                     | Mistress of Ceremonies          |             |
| 2001 | Doktor Szöszi                             | Legally Blonde                                     | Professor Elspeth Stromwell     |             |
| 2002 |                                           | Fits and Starts                                    |                                 |             |
| 2002 | Hamupipőke 2. – Az álmok valóra válnak    | Cinderella II: Dreams Come True                    | Prudence                        | hang        |
| 2002 |                                           | Home Room                                          | Dr. Hollander                   |             |
| 2002 | Kémkölykök 2: Az elveszett álmok szigete  | Spy Kids 2: The Island of Lost Dreams              | Grandma Helga Avellan           |             |
| 2003 | Kémkölykök 3-D – Game Over                | Spy Kids 3-D: Game Over                            | Grandma Helga Avellan           | Cameoszerep |
| 2003 |                                           | Intent                                             | Judge Cavallo                   |             |
| 2004 | D.E.B.S. – Kémcsajok                      | D.E.B.S.                                           | Mrs. Petrie                     |             |
| 2005 | Lagzi-randi                               | The Wedding Date                                   | Bunny Ellis                     |             |
| 2007 | Hamupipőke 3. – Elvarázsolt múlt          | Cinderella III: A Twist in Time                    | Prudence                        | hang        |
| 2008 | Bébi mama                                 | Baby Mama                                          | Rose Holbrook                   |             |
| 2010 |                                           | The Chosen One                                     | Ruth                            |             |
| 2017 |                                           | Kepler's Dream                                     | Violet von Stern                | [ 4 ]       |
| 2018 |                                           | Gloria Bell                                        | Hillary Bell                    |             |
| 2019 | Botrány                                   | Bombshell                                          | Faye                            | Uncredited  |
| 2020 | A fiúknak – Utóirat: Még mindig szeretlek | To All the Boys: P.S. I Still Love You             | Edith "Stormy" McClaren-Sheehan |             |
| 2020 | Bill és Ted – Arccal a zenébe             | Bill & Ted Face the Music                          | The Great Leader                |             |
| 2020 | A másik én                                | The Stand In                                       | Barbara Cox                     |             |
| 2023 | Quiz Lady                                 | Quiz Lady                                          | Francine                        |             |